# Weekend a Miami
Weekend a Miami è un singolo del rapper italiano Dani Faiv, pubblicato il 29 maggio 2020 come unico estratto dal terzo album in studio Scusate se esistiamo.

## Descrizione
Il brano è stato realizzato con la partecipazione vocale del rapper Shiva ed è nato a seguito di un'idea che Dani Faiv ha sviluppato con il produttore Strage, puntando ad avere melodie più tranquille che richiamassero l'atmosfera di Miami.

## Classifiche
| Classifica (2020) | Posizione massima |
| ----------------- | ----------------- |
| Italia            | 68                |